# نيكولاس برو
نيكولا برو (بالدنماركية: Nicolas Bro)‏ هو ممثل دانمركي، ولد في 16 مارس 1972 في الدنمارك.

## أعمال

### أفلام
- (2005) الحصان الداكن
- (2005) لعبة الملك
- (2009) قلب جيد
- (2010) الحقيقة عن الرجال[8]
- (2011) حصان حرب[9]
- (2013) شبق[10]

## وصلات خارجية
- نيكولاس برو على موقع IMDb (الإنجليزية)
- نيكولاس برو على موقع قاعدة بيانات الأفلام العربية
- نيكولاس برو على موقع ألو سيني (الفرنسية)
- نيكولاس برو على موقع ميوزك برينز (الإنجليزية)
- نيكولاس برو على موقع أول موفي (الإنجليزية)
- نيكولاس برو على موقع قاعدة بيانات الأفلام السويدية (السويدية)
- نيكولاس برو على موقع ديسكوغز (الإنجليزية)
- نيكولاس برو على موقع قاعدة بيانات الفيلم (الإنجليزية)
- نيكولاس برو على موقع كينوبويسك (الروسية)